# Бескидский тоннель
Бески́дский тонне́ль (укр. Бескидський тунель) — железнодорожный тоннель Украины, второй по длине (после Лутугинского). Является частью Львовской железной дороги.
Исторический тоннель в однопутном варианте был построен в 1886 году в период Австро-Венгрии. В 2007 году, в связи с аварийным состоянием тоннеля, было принято решение построить новый, двухпутный, который заложили в 22 метрах южнее старого и параллельно ему.
Официальное открытие нового тоннеля состоялось 24 мая 2018 года при участии президента Украины Петра Порошенко; движение поездов по нему началось с 25 мая. Для Украины новый Бескидский тоннель имеет стратегическое значение, поскольку по этому маршруту перевозятся грузы по направлению к западной границе страны, а также более 60 % транзитных грузов в направлении Западной и Центральной Европы.

## Описание
Бескидский железнодорожный тоннель находится между станцией Бескид (Львовская область, Прикарпатье) и станцией Скотарское (Закарпатская область). Его пробили под Верховинским Вододельным хребтом — главным водоразделом Украинских Карпат. Он проложен в толще меловых и третичных песчаников и сланцев. Бескидский тоннель входит в 5-й панъевропейский транспортный коридор (Италия — Словения — Венгрия — Словакия — Украина — Россия).
До реконструкции исторический Бескидский железнодорожный тоннель был однопутным. Его длина составляла 1750 метров, а продольный профиль тоннеля был двускатным, с переломом посередине. Электрифицирован постоянным током. До 2018 года исторический Бескидский тоннель был единственным однопутным участком на двухпутной линии Львов — Стрый — Мукачево — Батьево — Чоп.

## История
Тоннель был построен ещё во времена Австро-Венгрии в 1886 году при императоре Франце-Иосифе I. Бескидский тоннель доставлял неудобства железнодорожникам и пассажирам, так как при использовании паровой тяги тоннель быстро наполнялся паром, дымом и копотью. Пассажиры на время проезда тоннеля закрывали наглухо окна, прикрывали рот и нос платками.
Во время Второй мировой войны тоннель повредили, отступая, венгерские войска. Однако он был восстановлен за два года и начал нормально работать уже в 1946 году.

## Новый туннель
Из-за того, что пропускная способность тоннеля была недостаточна, Украинские железные дороги объявили тендер на реконструкцию Бескидского тоннеля. С 2007 года велось проектирование, разведка рельефа и геодезические работы.
На реконструкцию тоннеля Европейский банк реконструкции и развития выделил сумму 40 млн долларов США. Бескидский тоннель — это первый крупный элемент транзитной транспортной инфраструктуры Украины, создаваемый за годы независимости с привлечением иностранных финансовых ресурсов.

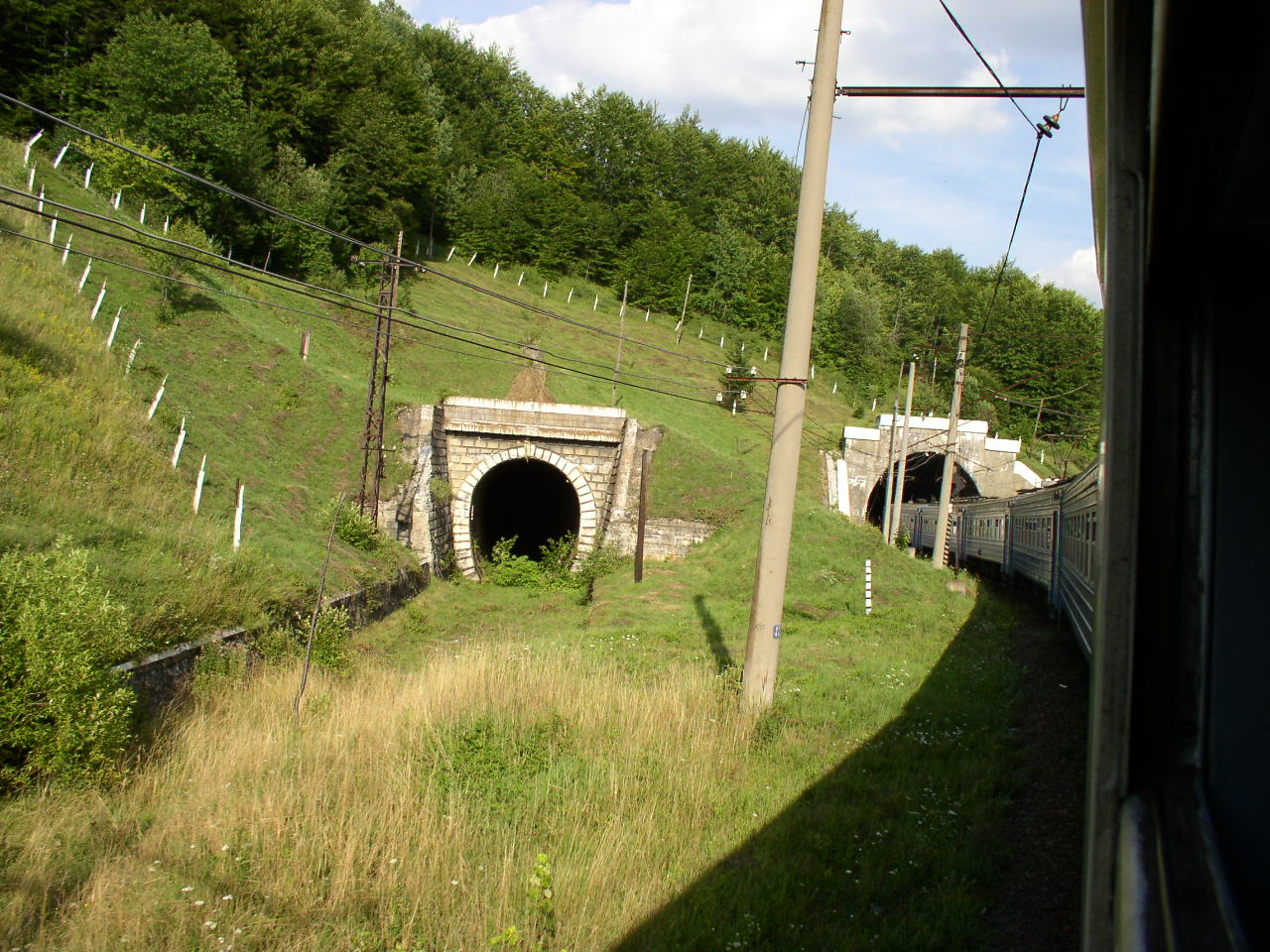
Новый двухпутный туннель, параллельный старому, однопутному.

Проектом реконструкции было предусмотрено строительство новых подъездных путей и нового двухпутного железнодорожного тоннеля площадью поперечного сечения 115 м². Новый тоннель был запроектирован параллельно старому тоннелю, в 30 метрах от него к югу. Старый тоннель при этом согласно проекту сохранялся, связывался тремя переходами с новым и при этом использовался для эксплуатационных и эвакуационных (при необходимости) нужд.
Министерство инфраструктуры, Украинские железные дороги и Европейский инвестиционный банк (ЕИБ) 19 мая 2014 года подписали соглашение о предоставлении транша на строительство Бескидского тоннеля. Размер займа составляет 55 млн евро. ЕИБ финансировал строительство тоннеля на Украине вместе со своим партнером Европейским банком реконструкции и развития (ЕБРР). Кредитное соглашение между Укрзалізницей и ЕБРР предусматривало финансирование на сумму 120 млн долларов США, из которых 36 млн — на строительство Бескидского тоннеля.
Однако, позже выяснилось, что недостаток кредитных средств ЕБРР для строительства тоннеля составлял около 80 млн долларов США, поэтому ЕИБ согласился предоставить дополнительный кредит в размере 55 млн евро под государственную гарантию.
На 1 января 2017 года проходка нового тоннеля была успешно завершена. Она велась от Восточного портала, расположенного во Львовской области, в сторону Западного портала, который находится в Закарпатской области. Работы велись в два этапа. Сначала был пройден верхний уступ тоннеля (работы были завершены 21 января 2016 года). А затем была закончена проходка нижнего уступа тоннеля. О завершении проходки тоннеля 29 октября 2016 сообщил заместитель начальника департамента путей и сооружений «Укрзализныци» Георгий Линник.
Предполагалось, что строительные работы будут закончены в IV квартале 2017 года. Полное завершение всех работ и прохождение первого поезда через новый тоннель было намечено на первую половину 2018 года. Тоннель был торжественно открыт 24 мая 2018 года.
В отличие от исторического тоннеля, который был двускатным, новый тоннель односкатный, имеет уклон с понижением от Восточного портала к Западному порталу, то есть в сторону Закарпатья. В связи с односкатностью (отсутствием перелома уклона посередине — как у двускатных тоннелей) новый тоннель получился практически прямым — таким образом машинист поезда при въезде в тоннель может сразу далеко видеть весь предстоящий путь по тоннелю, вплоть до выезда из него.
Общая длина нового тоннеля с учётом порталов составила 1822 метра. Он прошёл на глубине 180 метров от поверхности Бескидского хребта. Параметры поперечного сечения нового тоннеля обеспечивают габарит C для двухпутных железнодорожных тоннелей. Ширина нового тоннеля равна 10,5 м, высота — 8,5 м (площадь сечения — 115 м²). Такой габарит снимает существующие ограничения по скорости, типу питания (сейчас напряжение питания локомотивов =3кВ, но габарит C допускает и подвеску более громоздкой контактной сети напряжением ~25 кВ в случае реконструкции всей трассы Львов — Бескид — Чоп, включая перевальный участок через Карпаты, под более мощную тягу).
Пропускная способность нового тоннеля составляет 100 пар поездов в сутки (у старого тоннеля — 47). Планируется, что скорость движения поездов через тоннель вырастет до 60-70 км/ч (ранее 15-40 км/ч). Причём эти ограничения по скорости определяются не столько самим новым тоннелем, а существующими условиями эксплуатации сложного извилистого перевального участка Лавочное — Бескид — Воловец. Этот ключевой участок трассы Львов — Бескид — Чоп имеет уклоны в 29 тысячных, поэтому он в настоящее время эксплуатируется с кратной тягой и локомотивами-толкачами. В дальнейшем в случае, если будет проведена реконструкция всего перевального участка, то как пропускную способность, так и разрешённую скорость можно будет ещё дополнительно повысить — и по участку, и по тоннелю.
Новый тоннель построен с использованием современных технологий гидроизоляции, что исключит протекания и образование наледей и сосулек внутри тоннеля. Он оборудован современными приборами рабочего и аварийного освещения, вентиляцией, видеонаблюдением, контрольными датчиками определения уровня вредных газов и постоянным мониторингом внутреннего состояния. Также установлены передовые средства пожарной безопасности и система антикоррозионной защиты.
Старый тоннель сохраняется как составная часть комплекса нового тоннеля, он используется как рабочая штольня по обслуживанию нового тоннеля, а также предназначен для эвакуации людей в случае аварийных ситуаций в нём.